# Love Me Do
"Love Me Do" là đĩa đơn đầu tay của ban nhạc The Beatles, theo kèm với nó ở mặt B là ca khúc "P.S. I Love You", được phát hành vào ngày 5 tháng 10 năm 1962. Tại Anh, khi mới được phát hành, "Love Me Do" có được vị trí số 17 tại UK Singles Chart, sau đó đạt vị trí số 4 sau khi được tái phát hành vào năm 1982. Tại Mỹ, ca khúc này vươn lên đứng đầu các bảng xếp hạng vào đầu năm 1964.

## Sáng tác và thu âm
Ca khúc được ghi cho Lennon-McCartney, song chủ yếu được sáng tác bởi một mình Paul McCartney vào khoảng năm 1958-1959 trong một lần trốn học ở trường trung học năm anh 16 tuổi. John Lennon chỉ góp thêm đúng đoạn chuyển giọng. Vào lúc đó, họ thường ghi các bản nháp ca khúc vào cuốn vở, mơ trở thành sao và viết ở trên "Một tác phẩm gốc nữa của Lennon-McCartney". "Love Me Do" có cấu trúc rất đơn giản với chỉ 2 hợp âm G7 và C, sau đó có đoạn chuyển ở hợp âm D. Đây cũng là lần ghi nhận đầu tiên việc Lennon chơi kiểu blues với tiếng harmonica, kèm với đó là phần hát hòa âm của Lennon và McCartney theo phong cách của Everly Brothers trong câu hát "please" ngân dài, trước khi McCartney gầm giọng để hát câu hát tiêu đề. Lennon ban đầu được chọn hát câu hát này, song nó được thay đổi khi thu âm trong phòng thu theo yêu cầu của nhà sản xuất George Martin khi ông thấy rằng việc thổi harmonica làm cho giọng không còn thanh và hơn nữa vướng vào phần hát (Lennon đã phải chơi harmonica ngay từ từ "do" khi kết thúc câu "love me do", còn theo Ian MacDonald, vào đầu buổi thu ngày 6 tháng 6, phần harmonica đã định để ghi đè nhằm giúp cho Lennon có giọng tốt nhất để hát). Đây chính là hình ảnh minh họa cho khoảng thời gian gò ép vô cùng đặc biệt của buổi thu – buổi thu đầu tiên trong sự nghiệp của họ, và hơn nữa sau đó, vấn đề lại được lặp lại với ca khúc "Please Please Me" khi việc chơi harmonica lại buộc Lennon phải thu trước một bản ghi đè. Như lời của MacDonald, ca khúc "lạc lõng giống như một bức tường gạch trần trong căn phòng khách ở ngoại ô", "Love Me Do" với tính đơn giản của mình "đã làm rung động giai cấp lao động phương Bắc" như "tiếng chuông đầu tiên báo hiệu một cuộc cách mạng" chống đối lại thứ âm nhạc truyền thống kiểu Tin Pan Alley vốn thống trị các bảng xếp hạng lúc bấy giờ.
"Love Me Do" cũng là một ca khúc đặc biệt của The Beatles khi có sự tham gia của tận 3 tay trống khác nhau:
- Bài hát được thu lần đầu vào ngày 6 tháng 6 năm 1962 với Pete Best chơi trống cùng với họ tại EMI Studios ở London. Bản thu này chỉ có trong album sau này Anthology 1.
- Ngày 4 tháng 9, Best đã rời nhóm và được thay thế bởi Ringo Starr (George Martin không hài lòng về cách chơi trống của Best và quản lý Brian Epstein là người trực tiếp sa thải anh), và trong ngày hôm đó, The Beatles cùng Starr đã thu âm lại ca khúc này ở phòng thu[10].
- Đúng 1 tuần sau, ngày 11, ban nhạc quay lại đây để thu âm lại "Love Me Do" với một tay trống tạm thời, đó là Andy White, vì Martin chưa thấy thỏa mãn với cách Starr chơi trống vào ngày mùng 4 và ông yêu cầu việc sử dụng sắc-xô. Đây chính là cách phân biệt dễ dàng nhất bản thu của Starr và White khi bản thu của Starr không có sắc-xô.

"Love Me Do" trở thành đĩa đơn của đầu tiên trong sự nghiệp của The Beatles với bản thu cùng Ringo Starr. Mark Lewisohn viết: "Nói thẳng ra là bản thu ngày 11 không được coi là bản thu nổi bật nhất". Nó cũng được xuất hiện sau này trong các album Rarities (tại Mỹ) và Past Masters, Volume One. Bản thu có White nằm trong bản phát hành chính thức của album đầu tay của nhóm, Please Please Me, rồi The Beatles' Hits và tất cả các album khác có sự xuất hiện của "Love Me Do". Đây cũng là bản được sử dụng trong ấn bản tái bản năm 1976 và bản kỷ niệm 20 năm phát hành vào năm 1982. Ấn bản CD phát hành vào ngày 2 tháng 10 năm 1992 có cả hai bản thu. Bản thu với Best mãi sau này mới được biết tới trong album Anthology 1 vào năm 1995.
"Love Me Do" của Starr cũng được đài BBC phát ít nhất 8 lần và nằm trong chương trình của họ,  Here We Go, Talent Spot, Saturday Club, Side By Side, Pop Go The Beatles và Easy Beat trong khoảng từ tháng 10 năm 1962 tới tháng 10 năm 1963. Bản thu của "Love Me Do" ngày 10 tháng 7 năm 1963 tại trường quay của đài BBC được phát vào ngày 23 trong chương trình Pop Go the Beatles và có thể được nghe trong album Live at the BBC. The Beatles cũng trình diễn ca khúc này trong chương trình Parade of the Pops phát sóng ngày 20 tháng 2 năm 1963.
Năm 1969, theo dự án Get Back, The Beatles muốn thể hiện lại ca khúc này theo nhịp chậm hơn, blues hơn bản thu ban đầu. Bản thu "Love Me Do" đó là một trong số những bản được thực hiện trong suốt thời kỳ này và nằm trong một vài băng thu còn sót lại. Bản thu không có tiếng harmonica của Lennon, và McCartney hát giọng gằn khá giống với giọng anh hát trong "Lady Madonna".

## The Beatles năm 1962

### Bản thu đầu tiên với harmonica
Ngày 4 tháng 9 năm 1962, Brian Epstein đứng ra trả tiền cho ban nhạc để đưa tay trống mới, Ringo Starr, bay từ Liverpool tới London. Sau khi đặt phòng ở khách sạn Chelsea, họ cùng nhau tới phòng thu của EMI vào đầu buổi chiều, và họ cùng tới phòng thu số 3 để cùng nhau nghe 6 ca khúc trong đó có "Please Please Me", "Love Me Do" và ca khúc "How Do You Do It?" sáng tác bởi Mitch Murray mà nhà sản xuất George Martin "đã nhấn mạnh, rằng nếu không phải là đòi hỏi một sản phẩm tự tay ban nhạc làm, thì đó hẳn đã là đĩa đơn đầu tiên của nhóm". Cách viết nhạc của Lennon và McCartney thì chưa thể gây ấn tượng với Martin, và ông buộc The Beatles ký hợp đồng với Hiệp hội nghệ sĩ thu âm của Anh: "Đó không phải là vấn đề nhằm muốn xem họ có thể làm gì, tôi chỉ muốn xem họ lại có làm việc thật sự tốt trong một khoảng thời gian" "Điều ấn tượng nhất với tôi về họ chính là tính cách. Hẳn là bạn sẽ phải chết đứng khi nói chuyện với họ." Trong suốt quãng thời gian của buổi thu (từ 7h tới 10h tối tại phòng thu số 2), họ chỉ thu âm được "How Do You Do It" và "Love Me Do". Cho dù "Please Please Me" đã được hoàn thiện, song cách chơi ca khúc này lại khác so với quan điểm chung nên Martin đã loại bỏ bản thu đó. Điều này gây thất vọng lớn cho ban nhạc vì họ đã hi vọng đây sẽ là mặt B của đĩa đơn "Love Me Do".
The Beatles có nguyện vọng thực hiện toàn bộ album bằng các sáng tác của mình, có nghĩa là với các ca khúc chưa từng được nghe, và nhìn chung điều đó đã được George Martin chấp nhận. Song Martin cũng nhấn mạnh rằng ít nhất họ nên viết vài bài mang tính thị trường như kiểu "How Do You Do It?" thì Tin Pan Alley mới có thể bắt đầu để ý tới họ. MacDonald nhận xét: "Dù sao, gần như chắc chắn rằng không có một nhà sản xuất nào phía bên kia Đại Tây Dương lại có thể dìu dắt The Beatles mà không làm tổn thương họ – chưa cần nói tới việc đã nâng tầm văn hóa và trau dồi cho họ bằng sự ân cần, mở mang trí tuệ còn chưa được khai sáng – mà với cách đó George Martin luôn được tôn trọng trong làng nhạc pop Anh". Martin luôn phủ nhận việc cho rằng ông là "thiên tài" phía sau ban nhạc: "Tôi chỉ có vai trò diễn đạt. Họ mới là những thiên tài: chẳng ai dám nghi ngờ điều đó."
Sau buổi thu ngày 4 tháng 9, theo lời kể của McCartney, Martin đã gợi ý sử dụng harmonica. Tuy nhiên, phần chơi harmonica của Lennon đã có mặt từ ngày 6 tháng 6 với bản thu cùng Andy White mà ta có thể nghe trong album Anthology 1. Martin thì lại nói những điều khác: "Tôi chọn "Love Me Do" vì tôi rất thích tiếng harmonica", và thêm vào đó: "Tôi thích tiếng luyến láy của harmonica ở đây – nó làm tôi nhớ tới cách tôi đã thu âm theo Sonny Terry và Brownie McGhee. Cảm giác đó vô cùng rõ ràng." Terry và McGhee là những người ảnh hưởng rất lớn tới Bob Dylan, người sau đó có ảnh hưởng rất lớn tới The Beatles.
Lennon biết chơi harmonica sau khi dượng George (chồng quá cố của dì Mimi – giám hộ của Lennon) tặng cậu khi còn nhỏ. Nhưng chiếc harmonica mà anh dùng trong buổi thu này lại là thứ mà anh ăn cắp trong một cửa hàng nhạc tại Arnhem, Hà Lan vào năm 1960, trên đường tới Hamburg lưu diễn của The Beatles. Lennon cũng dùng nó trong buổi thu ngày 6 tháng 6 ca khúc của Bruce Channel "Hey Baby" với phần harmonica mở đầu. Ca khúc này trở thành hit tại Anh vào tháng 3 năm 1962, và là một trong số 30 ca khúc mà The Beatles đã chuẩn bị (chỉ có 4 được thu dịp đó, đó là "Bésame Mucho", "Love Me Do", "P.S. I Love You" và "Ask Me Why"; thực tế chỉ có "Bésame Mucho" và "Love Me Do" là không bị xóa và xuất hiện sau này trong Anthology 1). Brian Epstein cũng nhắm trước cho Bruce Channel một vị trí trong hãng NEMS trong dịp quảng bá tại Tower Ballroom ở New Brighton, Wallasey, ngày 21 tháng 6 năm 1962, chỉ vài tuần sau khi "Hey Baby" được xếp hạng, và từ đó hứa hẹn một vị trí thứ yếu cho The Beatles. Lennon bị ấn tượng mạnh bởi nghệ sĩ thổi harmonica của Channel, Delbert McClinton, và vì thế anh đã chủ động bắt chuyện để tìm hiểu thêm về cách chơi nhạc cụ này. Lennon cũng bị ảnh hưởng bởi cách chơi của Frank Ifield trong "I Remember You" – ca khúc hit tại Anh vào tháng 7 năm 1962 – đặc biệt là đoạn vào bằng harmonica. Anh nói: "Thứ cần giải quyết đó chính là chiếc harmonica. Có một ca khúc kinh hoàng có tên "I Remember You" mà từ đó chúng tôi đều hiểu cách dùng nó. Chúng tôi bắt đầu với "Love Me Do" trước tiên là phần hòa âm." Harmonica trở thành nhạc cụ quan trọng trong thời kỳ đầu của The Beatles với "Love Me Do", "Please Please Me" hay "From Me to You" và nhiều ca khúc khác nữa. Paul nhớ lại: "John có vẻ thích vào tù vào một ngày nào đó, và có lẽ anh ấy nên trở thành một kẻ thổi harmonica".
Martin đã suýt thành công khi đề đạt ca khúc "How Do You Do It?" trở thành đĩa đơn đầu tay của The Beatles (sau này nó cũng xuất hiện như một phần của đĩa đơn thứ hai của họ), trước khi bị buộc phải đổi ý sử dụng "Love Me Do" bởi vì ca khúc này lúc đó đã hoàn thiện phần chỉnh âm và có trong lưu trữ của hãng EMI. Martin nói: "Tôi đã rất mong đó là "How Do You Do It?", song cuối cùng đành phải chọn "Love Me Do". Với tôi đó chỉ là một ca khúc khá tốt." McCartney nhấn mạnh: "Chúng tôi biết rằng áp lực từ những gã đồng nghiệp ở Liverpool sẽ không cho phép chúng tôi chọn "How Do You Do It?"."

### Sự góp mặt của Andy White
Martin quyết định rằng nếu "Love Me Do" là đĩa đơn đầu tay của nhóm thì buộc họ phải cùng thu âm lại vì ông không thích cách chơi trống trong buổi thu ngày 4 tháng 9 (Ken Townsend sau này có nói rằng McCartney cảm thấy không hài lòng với cách vào nhịp của Starr, có thể vì do anh có quá ít thời gian để nghe và cảm nhận ca khúc). Nhà sản xuất muốn tiếng trống phải "tương tác" với bass nhưng không được quá khác với nhịp của R&B vốn vào từ đầu ca khúc. Ron Richards, phụ trách chính buổi thu ngày 11 tháng 9 vì Martin vắng mặt, đã chọn Andy White, một người quen cũ của ông. Starr bị từ chối chơi tiếp và tỏ ra rất thất vọng khi bị tạm sa thải chỉ sau 2 buổi thu cùng The Beatles. Richards nhớ lại: "Cậu ấy ngồi im lặng ở chỗ máy chỉnh âm cạnh tôi. Vậy nên tôi hỏi cậu ấy có thể chơi maraca trong "P.S. I Love You" không. Ringo thật dễ mến." Starr cũng nói: "Ông ấy đã xin lỗi tôi rất nhiều lần, cái ông già George đó, nhưng điều đó khiến tôi buồn lắm – và tôi đã ghét gã gian dối đó suốt nhiều năm; dù sao tôi vẫn chưa nện cho lão một trận!" "Love Me Do" cuối cùng được thu với White chơi trống và Starr chơi sắc-xô, tuy nhiên, thấy việc sử dụng các tay trống tạm thời như vậy rõ ràng không hiệu quả, kỹ thuật viên Norman Smith nhận xét: "Thật quá đau đầu để tạo ra được một tiếng trống hay, giờ khi bạn nghe bản thu bạn đã thấy một tiếng trống tốt thế nào rồi đấy." Bản thu trống của Starr đã được sửa theo kiểu "bottom-light" để làm giảm bớt tiếng trống kick của anh.
Bản thu cho đĩa đơn phát hành là bản ngày 4 tháng 9 với Starr chơi trống. Tuy nhiên sau đó, bản chính thức trong album Please Please Me lại là bản thu ngày 11 với White chơi trống và Starr chơi sắc-xô. Sự khác biệt cơ bản này tạo nên sự phân biệt dễ dàng cho hai bản thu của "Love Me Do". Quan sát toàn bộ quá trình thu và chỉnh âm với quá nhiều lần phải thực hiện lại, Ron Richards than phiền đó là một công việc khá vất vả: "Thành thật mà nói tôi cảm thấy phát ốm sau mỗi lần thời gian trôi đi như vậy. Tôi chả dám nghĩ rằng nó có thể thành ra được một thứ gì đó không nữa."

### Ron Richards hay George Martin?
Có nhiều lời dẫn rất khác nhau về buổi thu cùng White và người quản lý buổi thu đó. Trong cuốn Summer of Love của mình, George Martin nói một điều khác hẳn với những tài liệu khác: "Ngày 6 tháng 6, qua buổi thu với Beatles, tôi nhận thấy Best không còn thích hợp (và tôi ra nói với Epstein) "Tôi không quan tâm anh định làm gì với Pete Best"; và sau đó anh ta không còn chơi cho ban nhạc nữa, vậy là tôi mang tới một tay trống tạm thời." Khi Starr tới thu âm lần đầu với ban nhạc vào ngày 4 tháng 9, Martin nói ông hoàn toàn bất ngờ trước việc The Beatles đã sa thải Best, không rõ Starr liệu "tốt hơn, tệ hơn hay cũng như thế" và vì thế không hề sẵn sàng với việc phải "tốn thời gian quý báu ở phòng thu để tìm hiểu". Dĩ nhiên, Martin cũng từng có mặt trong một buổi thu có Andy White, song đó không phải là ngày 11 tháng 9. Tất cả những điều trên đều trái ngược hoàn toàn với ghi chép của Mark Lewisohn trong cuốn sách The Complete Beatles Recording Sessions, khi ông nói rằng Starr đã chơi trống vào ngày mùng 4 và White thực tế tới chơi lại ca khúc này vào ngày 11. Lewisohn cũng nói rằng Richards mới là người phụ trách buổi thu âm ngày 11 đó, điều đó có nghĩa là Richards thực tế là nhà sản xuất của riêng ca khúc "Love Me Do". Martin sau này nói: "Trí nhớ của tôi nói rằng tôi không thu với The Beatles vào ngày 11, tôi chỉ gặp họ vào buổi thu ngày mùng 4". Tuy nhiên, nếu coi những gì Lewisohn viết là hợp lý và chính xác và "buổi thu ngày 4 chỉ là để làm hài lòng Martin", thì có vẻ rất khó hiểu nếu như Martin lại không có mặt ở phòng thu trong buổi thu âm lại ca khúc này vào ngày 11.
Geoff Emerick cũng ủng hộ những ghi chép của Lewisohn khi cho rằng Starr chơi trống trong buổi thu ngày 4 tháng 9 (ngày thứ 2 Emerick làm việc ở EMI) và cả Martin, Smith lẫn McCartney đều không hài lòng với cách vào nhịp của Starr (sau khi nghe lại). Emerick khẳng định sự có mặt của White trong buổi thu sau đó kèm với đó là việc miêu tả phản ứng của Mal Evans và Starr khi hay tin. Emerick cũng nhớ rằng Martin chỉ tới rất muộn vào ngày 11 tháng 9, sau khi mọi công việc với "Love Me Do" đã được cơ bản hoàn tất.
Andy White sau này có nói anh được mời tới buổi thu ngày 11 bởi Ron Richards chứ không phải George Martin, người mà anh kể lại đã "không thể thực hiện buổi thu, chỉ có thể tới vào lúc cuối và vì vậy Richards là người quản lý toàn bộ". White cũng nói rằng anh nhận ra tiếng trống mình chơi qua bản phát hành chính thức của "Please Please Me" mà anh đã chơi toàn bộ buổi thu đó.

## Băng thâu thất lạc
Băng thâu gốc của "Love Me Do" ngày 4 tháng 9 vốn không được coi là đã từng tồn tại. Quá trình thực hiện ở Abbey Road Studios đã ghi đè lên bản gốc dành để thu cho đĩa đơn một bản nháp vốn để giới thiệu trước báo chí. Đó là bản nháp cho 4 ca khúc "Love Me Do", "P.S. I Love You", "She Loves You", và "I'll Get You". Tuy nhiên, các bản thu nháp này cũng bị thất lạc nốt, và không có bản dự phòng nào được thực hiện. Chỉ có một bản mở rộng uy nhất được ghi trong cuốn lưu trữ bìa đỏ năm 1962 định dạng 45 rpm đĩa than của Parlophone. Bản thu này cũng may mắn có trong lưu trữ dưới tên Capitol 72076 ở Canada.
Theo thời gian, bản thu trên bị thất lạc, vậy nên bản thu ngày 11 tháng 9 với Andy White trở thành bản phát hành chính trong album. EMI cũng không cảm thấy có vấn đề với việc thất lạc băng thâu ngày mùng 4, và vì nó bị coi là bỏ đi, nên người ta cũng không còn thấy nó được sử dụng lại bất kể một lần nào nữa.
Khoảng năm 1980, vì một lý do không rõ ràng, bản 45 rpm của EMI lại được coi là "nguồn tin tưởng nhất" cho ca khúc này trong album tuyển tập Rarities của Capitol Records. Vài năm sau, bản chỉnh âm được ra mắt và lần này người ta không dùng bản thâu này nữa mà thay bởi một bản hỗ trợ âm thanh tốt hơn, và đây được coi là bản "Love Me Do" chất lượng tốt nhất mà EMI từng có.

## Ấn bản kỷ niệm 50 năm phát hành
EMI định phát hành ấn bản kỷ niệm 50 năm phát hành ca khúc này theo một bản sao chép của đĩa đơn, song kế hoạch này bị hủy bỏ khi phát hiện ra rằng bản thu đó có sự tham gia của Andy White chứ không phải là Ringo Starr.
Kế hoạch được thay bằng một ấn bản sao chép dạng đĩa than của đĩa gốc "Love Me Do" kèm "P.S. I Love You" và được phát hành tại Anh. Ấn bản 7" này được dự định xuất hiện tại quầy vào ngày 5 tháng 10 – đúng ngày ra mắt lần đầu đĩa đơn – song cuối cùng chỉ được bán từ ngày 22 tháng 10 năm 2012.

## Thành phần tham gia sản xuất
Với đĩa đơn phát hành tại Anh, bản thu trong album Rarities và Past Masters:
- John Lennon – hát chính, hát bè, harmonica.
- Paul McCartney – hát chính, hát bè, bass.
- George Harrison – acoustic guitar.
- Ringo Starr – trống.

Với đĩa đơn phát hành tại Mỹ, bản thu trong album Please Please Me, The Beatles' Hits và 1:
- John Lennon – hát chính, hát bè, harmonica.
- Paul McCartney – hát chính, hát bè, bass.
- George Harrison – acoustic guitar.
- Ringo Starr – sắc-xô.
- Andy White – trống.

Chỉ có trong album Anthology 1:
- John Lennon – hát chính, hát bè, harmonica.
- Paul McCartney – hát chính, hát bè, bass.
- George Harrison – acoustic guitar.
- Pete Best – trống.

## Chi tiết quá trình thu âm và chỉnh âm
- 6 tháng 6: Không rõ đã có bao nhiêu bản thu được thực hiện song đây giống như một buổi thử nghiệm hơn[41].
- 4 tháng 9: Không rõ đã có bao nhiêu bản thu được thực hiện. Bản chỉnh âm dạng mono của ca khúc cũng không rõ được lấy từ bản thu thứ mấy[10].
- 11 tháng 9: 18 lần thâu đã được thực hiện cùng White. Bản thu cuối cùng được chọn để chỉnh âm[42].

## Các bản hát lại
"Love Me Do" đã được hát lại bởi rất nhiều nghệ sĩ:
- Bobby Vee trong album năm 1964, 30 Big Hits from the 60s[43]
- Dick Hyman trong album năm 1964, Keyboard Kaleidoscope[44]
- Sandie Shaw trong album năm 1969, Reviewing the Situation[45]
- Ringo Starr trong album năm 1998, Vertical Man[46]
- Flaco Jiménez trong album năm 2000, Sleepytown[47]
- Madooo trong album năm 2002, This Day Is Forever[48]
- The Persuasions trong album năm 2002, The Persuasions Sing the Beatles[49]
- Emmerson Nogueira trong album năm 2004, Beatles[50]

## Xếp hạng
| Bảng xếp hạng        | Năm  | Vị trí cao nhất |
| -------------------- | ---- | --------------- |
| UK Singles Chart     | 1962 | 17              |
| US Billboard Hot 100 | 1964 | 1               |
| Canada CHUM Chart    | 1964 | 4               |
| UK Singles Chart     | 1982 | 4               |

Ngày 30 tháng 5 năm 1964, "Love Me Do" vươn lên vị trí số 1 tại Mỹ và có mặt trong Top 100 tổng cộng 14 tuần vì sự xuất hiện ở Canada ấn bản có Starr chơi trống. Ngày 27 tháng 4 năm 1964, nó được phát hành lại tại Mỹ bởi Vee-Jay Records dưới nhãn đĩa Tollie với White chơi trống.